# Nyssodrysternum fulminans
Nyssodrysternum fulminans là một loài bọ cánh cứng trong họ Cerambycidae.